# Maurycy Ignacy Poznański
Maurycy Ignacy Poznański (ur. 18 kwietnia 1881 w Łodzi, zm. 1941 w Wilnie) – łódzki fabrykant, wydawca, publicysta; syn Ignacego Poznańskiego oraz wnuk Izraela Poznańskiego.

## Życiorys
Chodził do szkoły średniej w Łodzi, a następnie odbył ochotniczą służbę wojskową. Na studia wyjechał do Berlina, gdzie podjął naukę na wydziale nauk politycznych. Później uzyskał doktorat z filozofii na uniwersytecie w Monachium.

### Towarzystwo Akcyjne Wyrobów Bawełnianych I.K. Poznańskiego
Od 1909 zasiadał w kierownictwie rodzinnej firmy Towarzystwa Akcyjnego Wyrobów Bawełnianych I.K. Poznańskiego; w 1919 wszedł do zarządu spółki, a niecały rok później do rady nadzorczej. W 1924 firma zawiązała umowę z włoskim holdingiem Società Italiana Commercio Materie Tessili (Sicmat), który udzielił przedsiębiorstwu Poznańskich pożyczki na 18% w skali roku oraz zastrzegł sobie prawo wyłączności w dostarczaniu spółce bawełny ze Stanów Zjednoczonych. Sytuacja finansowa firmy stawała się coraz trudniejsza, co potęgował dodatkowo rodzinny konflikt pomiędzy zasiadającymi w zarządzie spółki. Od stycznia 1929 wierzycielem zakładów został włoski bank Banca Commerciale Italiana, który zajął miejsce uległego bankructwu bankowi Sicmat. Wówczas akcjonariusze firmy Poznańskich założyli Syndykat Akcjonariuszy Spółki Akcyjnej Wyrobów Bawełnianych I.K. Poznańskiego w Łodzi i zadecydowali o kontynuowaniu działalności firmy. Porozumiano się ze Stanisławem Sebastianem Lubomirskim oraz Andrzejem Wierzbickim z Centralnego Związku Polskiego Przemysłu Górnictwa Handlu i Finansistów „Lewiatan”, aby wynegocjować korzystne warunki we włoskim banku. Doszło do porozumienia nazwanego „umową mediolańską”. Powstała grupa, która wyemitowała uprzywilejowane akcje, z których 1800 zostało przejętych przez holding związany z BCI, a 800 zakupiła rodzina Poznańskich. Poza tym syndykat przekazał 5 tysięcy zwykłych akcji w depozyt do Banku Handlowego, które pozostawały do dyspozycji włoskiego banku. Przez takie rozwiązanie BCI stał się głównym udziałowcem łódzkiej spółki, a z czasem prawie całkowicie przejął zakłady. Maurycy Ignacy od 1937 piastował funkcję wiceprezesa jako reprezentant polskich akcjonariuszy w zdominowanej przez Włochów spółce.

### Koncern „Republika”

Nagłówek „Expressu wieczornego” z 1936

Maurycy Ignacy Poznański był jednym ze współzałożycieli akcyjnego wydawnictwa prasowego „Republika”, m.in. razem z dziennikarzami Władysławem Polakiem, Leszkiem Kirkienem i Marianem Nusbaum-Ołtaszewskim oraz przedsiębiorą kinowym Sergiuszem Cynamonem. Kapitał początkowy wyniósł 5 milionów marek polskich, a umowę zawiązania spółki podpisano 23 stycznia 1923, chociaż pierwszy numer dziennika „Republika” (w 1925 nazwę zmieniono na Ilustrowana Republika) wydano już 6 stycznia 1923. Miała to być gazeta poruszająca tematykę polityczną, społeczną, literacką i handlową, skierowana przede wszystkim do środowisk przemysłowo-handlowych. Z czasem koncern zaczął wydawać kolejne tytuły (m.in. liczne dodatki – „Panorama”, „Republika dla Dzieci”, „Dodatek Literacko-Naukowy”, „Kurier Handlowy” oraz samodzielne dzienniki – „Express Ilustrowany”, „Express Wieczorny Ilustrowany”, „Gazeta za 5 groszy dla Wszystkich”). W 1932 wydawany przez przedsiębiorstwo „Express” miał niemal w całym kraju 20 różnych mutacji. Od 1935 rozpoczęto wydawanie tzw. zeszytów powieściowych, których nakład wynosił 50–60 tysięcy egzemplarzy. Po unowocześnieniu drukarni w 1937 zaczęto także wydawać popularne tygodniki ilustrowane. W ówczesnej Polsce spółka „Republika” stanowiła największy koncern prasowy. W 1938 emitowała 13 stałych tytułów.
Maurycy Ignacy Poznański sprawował funkcję prezesa koncernu „Republika” w latach 1923–1925 oraz 1931–1939. Formalnie nie był związany z żadną partią ani stowarzyszeniem politycznym. Swemu wydawnictwu początkowo nadał orientację centrolewicową, a następnie zbliżoną do Bezpartyjnego Bloku Współpracy z Rządem. Sam pisywał artykuły poświęcone problematyce politycznej oraz gospodarczej. Opublikował również kilka oddzielnych pozycji: Współczesna polityka Anglii i jej znaczenie dla Polski (1921); Polityka radykalnego centrum w Polsce (1922); O ideę państwową w przemyśle polskim (1933). Po najeździe niemieckim na Polskę w 1939 uciekł do Wilna, gdzie w  1941 po wkroczeniu Niemców został przez nich rozstrzelany.

## Publikacje
- Współczesna polityka Anglii i jej znaczenie dla Polski (1921)
- Polityka radykalnego centrum w Polsce (1922)
- O ideę państwową w przemyśle polskim (1933)